# Rosenbauer Panther
Panther je veliko aerodromsko vatrogasno vozilo austrijskog proizvođača protupožarne opreme Rosenbauer International AG. Postoje različite izvedbe ovog vozila s različitim nosivostima, tako da se može opremiti u skladu sa svim uobičajenim standardima za aerodromska vatrogasna vozila. Ovisno o opremi, mogu se ispuniti zahtjevi NFPA, ICAO, FAA i ADV. Zadovoljene su i specifikacije za Airbus A 380.

## Opis
Postoje četiri varijante dizajna tj. generacije. Panther je u njima postavljan na različite šasije. Struktura prve Panthere gotovo se u potpunosti sastoji od plastike ojačane staklenim vlaknima. U svrhu smanjenja vlastite mase vozila od 1999. godine koriste konstrukciju od aluminijskih štapnih profila i lijepljenih aluminijskih ploča. Osim toga, spremnici su izrađeni od plastike. To rezultira niskim težištem vozila, što znači da ono ostaje stabilno pri nagibu većem od 30° i može održavati velike brzine u zavojima. Kabina eskadrile ima panoramsku konstrukciju od sigurnosnog stakla. Cijela posada može izaći iz vozila unutar 10 sekundi.
Prva generacija nastala je u suradnji s MAN-om između 1988. i 1991. u Austriji. Osnova je bila dizajnerska studija Kristiana Fenzla. Vozilo je 1991. godine nagrađeno Austrijskom državnom nagradom za dizajn. Druga generacija Panther FL razvijena je između 1996. i 1998. u suradnji s Freightlinerom za američko tržište i predstavljena javnosti u kolovozu 1998. na sajmu u Louisvilleu (Kentucky). Treća generacija ponovno je razvijana u suradnji s MAN-om do 2005. godine. Cjelokupni dizajn interijera i eksterijera osmislila je bečka tvrtka Spirit Design koja se bavi strateškim dizajnom. Panther je predstavljen na Interschutzu 2005. Dizajn treće generacije dobio je nekoliko nagrada.
Nakon više od tri godine razvoja, četvrta generacija Panthere obznanjena je 7. lipnja 2015. i predstavljena javnosti na Interschutzu u Hannoveru.

### Tehnika
Vatrogasna pumpa, sustav za doziranje i top za pjenu i vodu mogu se pokrenuti tijekom vožnje. Svim sustavima kupole može se upravljati iz vozačeve kabine pomoću joysticka. Obično je vozilo opremljeno s dva vodena topa, jednim na prednjem dijelu vozila u blizini branika i jednim na krovu. Umjesto običnog vodenog topa na krovu, na 6×6 i 8×8 varijanti može se montirati vatrogasna teleskopska zglobna ruka (HRET). Ima radnu visinu do 16,5 m (po izboru 20 m) i radijus od 11,4 m (13,8 m). Ruka je opremljena mlaznicom za vodu, pjenu i prah za gašenje, kopljem za gašenje, kamerom u boji i/ili termovizijskom kamerom. Vozilo se također može opremiti uređajima za brzu reakciju za manje požare. Panther ima samozaštitne mlaznice na podu vozila koje mu omogućuju vožnju preko gorućih površina i istovremeno ga štite od prekomjerne topline.
Platforma za spašavanje dostupna je za Panther od 2013. Montira se ispred vozila i može podići 300 kg do 3 m.
Oprema svakog aerodromskog vatrogasnog vozila prilagođena je pojedinoj lokaciji. To znači da se precizni podaci o sredstvima za gašenje i tehnologiji gašenja koja se prevozi uvijek odnose na jedno vozilo.

## Varijante
Oznake varijanti koje se nalaze u publikacijama odnose se na proizvođača motora: CA = Caterpillar, CU = Cummins, DD = Detroit Diesel, MA = MAN

### Četvrta generacija od 2015

#### Panther 4×4
Panther 4×4 temelji se na šasiji Rosenbauer 26.700 4×4 s motorom Volvo D16 i Twin Disc automatskim mjenjačem sa 6 stupnjeva prijenosa. Vrijeme ubrzanja od 0 do 80 km/h je oko 22 sekunde, najveća brzina je 115 km/h. Dimenzije su: dužina 10,50 m × širina 3,0 m × visina 3,65 m. Dopuštena ukupna težina je 26.000 kg. Vozilo može nositi do 6200 litara vode za gašenje, 750 litara pjene i 250 kg praha za gašenje.

#### Panther 6×6
Panther 6×6 temelji se na šasiji Rosenbauer 39.750 6×6 i ima 8-stupanjski automatski mjenjač s dva diska. Kao i njegov prethodnik, verzija nosi do 12.500 litara vode za gašenje, 1.500 litara smjese za pjenu i 250 kg praha za gašenje. Njegove dimenzije su: dužina 11,71 m × širina 3,0 m × visina 3,65 m. Od 0 do 80 km/h ubrzava za oko 29 sekundi i ima najveću brzinu od 120 km/h. Dopuštena ukupna masa je 39.000 kg. Do danas je poznata samo jedna HRET verzija 6×6.

#### Panther 8×8
Panther 8x8 temelji se na šasiji Rosenbauer 8x8 s 2 motora Volvo Penta 700 KS Euro 5 ili 2 Volvo Trucks 725 KS Euro 6 motora. Najveća brzina mu je oko 140 km/h, a ubrzanje 0-80 km/h za 20 sekundi. Ima maksimalni kapacitet pumpe od 10.000 l/m i ima 7 podnih mlaznica za samozaštitu od zapaljivih tekućina . Može nositi do 14.000l vode i 2.000l pjene.

## Galerija
- FLF Panther 6×6, prototip, novi dizajn iz 2015.
- Rosenbauer Panther 6×6
- FLF Panther 8×8, Leipzig-Altenburg, dizajn iz 1991.
- Pula, vatrogasno vozilo za aerodrom

## Vanjske poveznice
- Opis Panthera na web stranici Rosenbauer